# 32e jaarlijkse conferentie van de G8
De 32e topconferentie van de G8, de groep van de 7 grootste industrielanden en Rusland, vond plaats van 15 tot 17 juni 2006 nabij Sint-Petersburg in Rusland, in het Paleis van Constantijn in Strelna, een plaatsje bij de Finse Golf.
Thema's van de topconferentie waren onder andere de energievoorziening, onderwijs en de strijd tegen ziekten. Ook het conflict dat op het moment van de conferentie uitmondde in de oorlog tussen Libanon en Israël werd op de agenda geplaatst.

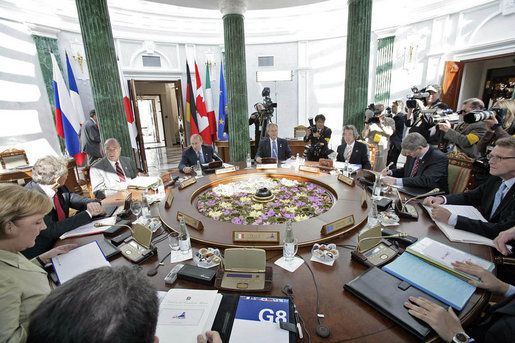
Foto van een werksessie tijdens de G8-top in Sint-Petersburg

## Aanwezigen

### Vertegenwoordigers van de G8-landen
- Canada
  - Minister-president Stephen Harper
- Frankrijk
  - President Jacques Chirac
- Duitsland
  - Bondskanselier Angela Merkel
- Italië
  - Eerste minister Romano Prodi
- Japan
  - Minister-president Junichiro Koizumi
- Rusland
  - President Vladimir Poetin
- Verenigd Koninkrijk
  - Eerste minister Tony Blair
- Verenigde Staten
  - President George W. Bush

### Andere genodigden

#### Nationale regeringsleiders
- Brazilië
  - President Luiz Inácio Lula da Silva
- India India
  - Minister-president Manmohan Singh
- Mexico
  - President Vicente Fox
- China
  - President Hu Jintao
- Zuid-Afrika
  - President Thabo Mbeki

#### Leiders van internationale organisaties
- Afrikaanse unie
  - Voorzitter Denis Sassou Nguesso
- Gemenebest van Onafhankelijke Staten
  - Voorzitter Nursultan Nazarbayev
- Europese Unie
  - Voorzitter van de Europese Commissie José Manuel Durão Barroso
  - Voorzitter van de Europese Raad Matti Vanhanen (Finland)
- International Atoomenergie Agentschap
  - Directeur-generaal Mohamed ElBaradei
- Internationaal Energie Agentschap
  - Gedelegeerd bestuurder Claude Mandil
- Verenigde Naties
  - Secretaris-generaal Kofi Annan
- UNESCO
  - Directeur-generaal Koichiro Matsuura
- Wereldbank
  - Voorzitter Paul Wolfowitz
- Wereldgezondheidsorganisatie
  - Directeur-generaal Anders Nordström
- Wereldhandelsorganisatie
  - Directeur-Generaal Pascal Lamy

## Agenda
Op de agenda van de 32e G8-conferentie stonden traditiegetrouw veel economische thema's. Daarnaast werd ook onder invloed van de omstandigheden ook het conflict tussen Israël en Libanon, dat tijdens de conferentie escaleerde tot de Israëlisch-Libanese oorlog, aan de agenda toegevoegd.

### Economisch
- Het thema van de vrije handel tussen Rusland en de Verenigde Staten en de discussies omtrent de toetreding van Rusland tot de Wereldhandelsorganisatie.
- De vrijmaking van de energiemarkten, in het bijzonder die van Rusland en de vroegere Sovjetrepublieken, alsook de oliegebieden in het Midden-Oosten. Hierbij speelden diverse andere vraagstukken op de achtergrond mee:
  - Onder invloed van diverse politieke en technische kwesties, hadden verschillende landen, waaronder Nigeria, Venezuela en de landen in de Perzische Golf hun olie-export moeten beperken.
  - De vraag naar exploitatierechten voor aardgasvoorraden in Rusland en in de Oostzee.
  - De noodzaak van de ontwikkeling van alternatieve energiebronnen, de discussie over nucleaire energie en het onderzoek naar waterstof als rendabele energiebron voor de toekomst.
  - Garanties opbouwen voor de energiebevoorrading naar de toekomst toe, zowel op militair als financieel vlak.
- Miljardencontracten in de luchtvaartindustrie, in het licht van de verandering van bedrijfstrategieën bij Airbus en de dalende economische prestaties binnen de luchtvaartsector.
- Discussies over de economische impact van instabiliteit binnen de wereldpolitiek, drugs en terrorisme.

### Onderwijs en ontwikkeling
- Het vastleggen van prioriteiten op vlak van onderwijs voor ontwikkelingslanden en het aanmoedigen van de bedrijfswereld om de ontwikkeling van het onderwijs in de Derde wereld te ondersteunen.
- Het vestigen van een mondiaal systeem om de ontwikkeling van gevaarlijke, besmettelijke ziekten te volgen en in te dijken.

### Israëlisch-Libanese crisis
De oorspronkelijke agenda die was opgesteld door de Russische president Vladimir Poetin, werd overschaduwd door de crisis tussen Israël en Libanon. Op 16 juli formuleerden de leiders een officieel standpunt over de kwestie. In deze mededeling werd gepleit voor een onmiddellijke beëindiging van de gevechten en de vrijlating van de gegijzelde Israëlische soldaten, die de aanleiding hadden gevormd voor het conflict. De leiders vroegen echter niet om een staakt-het-vuren.

## Protest
In de aanloop naar de conferentie, tussen 7 en 11 juli, waren er felle protesten tegen de bijeenkomst. De politiediensten van Moskou, Sint-Petersburg en andere steden arresteerden een aantal van de demonstranten. Het aantal arrestaties wordt geschat tussen de enkele tientallen tot mogelijk enkele honderden. Velen onder hen werden veroordeeld tot tien dagen opsluiting, waardoor het hen onmogelijk werd gemaakt om nog deel te nemen aan de protestacties tijdens de officiële conferentie. Hierdoor werd er gesproken van schendingen van de mensenrechten. De Russische minister van binnenlandse zaken, Alexander Chekalin, ontkende deze beschuldigingen echter formeel en verdedigde de aanpak van de politiediensten.
Cherie Blair, de echtgenote van de Britse Eerste Minister en tevens mensenrechtenadvocaat, verliet de conferentie om leden van lokale mensenrechtengroeperingen te ontmoeten en hen gratis juridisch advies aan te bieden. Haar acties werden officieel ondersteund door de Britse regering, wat onenigheid veroorzaakte tussen het Verenigd Koninkrijk en Rusland.

## Incident n.a.v. gesprek tussen Bush en Blair
Tijdens de conferentie werd per toeval een gesprek opgenomen dat plaatsvond tussen Amerikaans president George Bush en Brits Eerste Minister Tony Blair. Een transcriptie van dit gesprek verscheen de volgende dag op de voorpagina van de Britse krant The Independent. De media legden de nadruk op een kritische opmerking die Bush gaf als reactie op een voorstel van Blair met betrekking tot de Israëlisch-Libanese kwestie. In het V.K. werd hierdoor de indruk gewekt dat Blair onderhorig zou zijn aan de Amerikaanse president. In de V.S. was er eerder kritiek op de controversiële uitspraak van Bush, dat de situatie in Libanon niet zou geëscaleerd zijn, mocht Syrië aan Hezbollah hebben verzocht om hun activiteiten te staken ("stop doing this shit").